# Liriomyza solanivora
Liriomyza solanivora este o specie de muște din genul Liriomyza, familia Agromyzidae, descrisă de Spencer în anul 1973.
Este endemică în Venezuela. Conform Catalogue of Life specia Liriomyza solanivora nu are subspecii cunoscute.